# Trichinella

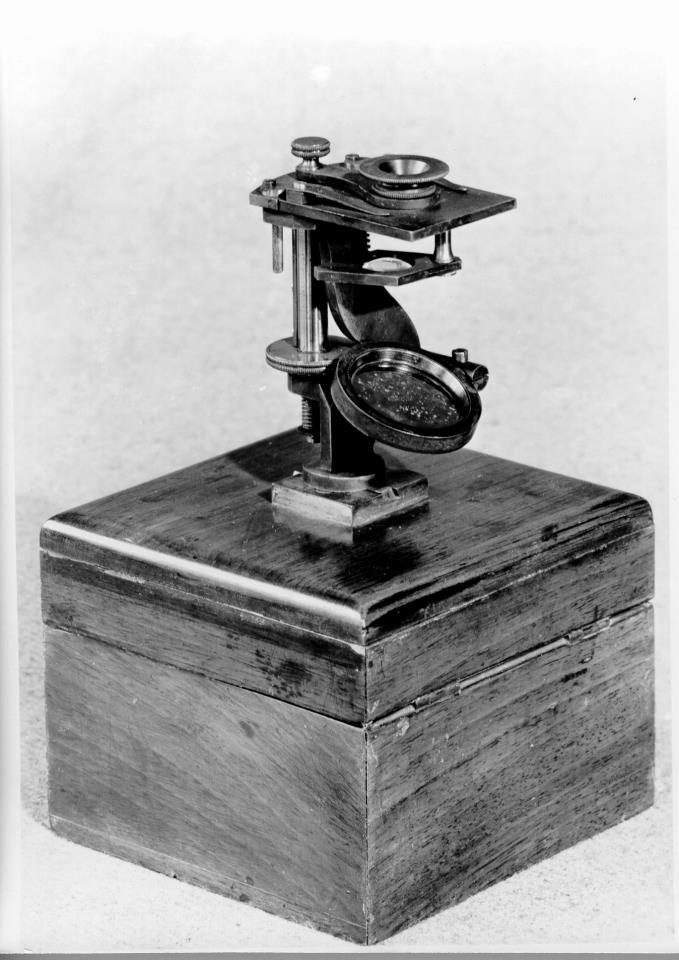

Trichinella és un gènere de cucs nematodes paràsits que causen la triquinosi (també coneguda com a triquinel·losi).
La seva forma larvària va ser reconeguda l'any 1835. Té una distribució cosmopolita en animals silvestres o domèstics.
Trichinella se sap que és el nematode paràsit humà més petit encara que sigui el més gran de tots ela paràsits intracel·lulars.
La ruta d'infecció més habitual és la ingestió de teixits contaminats amb larves